# ミンレコード石
ミンレコード石 (Minrecordite)は、苦灰石グループの希少な鉱物であり、カルシウムと亜鉛を含む。翠銅鉱の共生鉱物としてナミビアのツメブ鉱山で発見され、ここが模式産地となった。プロとアマチュアの鉱物学者が寄稿する専門誌The Mineralogical Recordに因んで命名された。この場所では、翠銅鉱の他に、ダフト石、方解石、孔雀石とも共生している。希少な鉱物であり、世界中の極僅かな鉱床でしか見られない。模式産地の他には、ポルトガルのベージャ県にあるプレギサ鉱山でも見られる。